# Turtmannhütte
Die Turtmannhütte ist eine Schutzhütte der Sektion Prevôtoise des Schweizer Alpen-Clubs (SAC) befindet sich im Turtmanntal oberhalb von Gruben/Meiden im Kanton Wallis auf 2524 m ü. M. in den Walliser Alpen nahe der deutsch-französischen Sprachgrenze.

## Zugang
Vor dem Bau der Seilbahn von Turtmann nach Oberems sowie der Strasse von Oberems nach Gruben im Jahr 1958 war die 1928 mit 30 Plätzen eröffnete Turtmannhütte die abgelegenste aller Hütten des SAC. Um sie zu erreichen, mussten von Turtmann aus rund 18 km Distanz und 1900 m Höhenunterschied überwunden werden. Der Zeitbedarf dafür lag bei etwa neuneinhalb Stunden.

Inzwischen kann man im Sommer mit einem Bus von Oberems bis zum Hotel Schwarzhorn in Gruben fahren, auf Nachfrage auch weiter bis Senntum. Bis hierhin geht es auch mit privatem Fahrzeug (gebührenpflichtiger Parkplatz). Drei Wegvarianten führen von hier in gut zwei Stunden zur Hütte, von Gruben (je nach Wegführung) ein bis zwei Stunden mehr. 

## Touren
Oberhalb der Hütte befindet man sich in hochalpinem Gelände und der Nähe von Gletschern. Sie ist Ausgangspunkt für Hochtouren auf das Brunegghorn (3833 m ü. M.), Bishorn (4151 m ü. M.), Les Diablons (3609 m ü. M.), Schöllihorn (3500 m ü. M.) sowie den höchsten Wander-Gipfel der Schweiz, das Barrhorn (3610 m ü. M.).

## Übergang
- Die benachbarte Topalihütte kann auf einem weiss-blau-weissen alpinen Bergweg (T5) über das Schöllijoch und den Schölligletscher in 4 bis 5 Stunden erreicht werden.

## Bilder

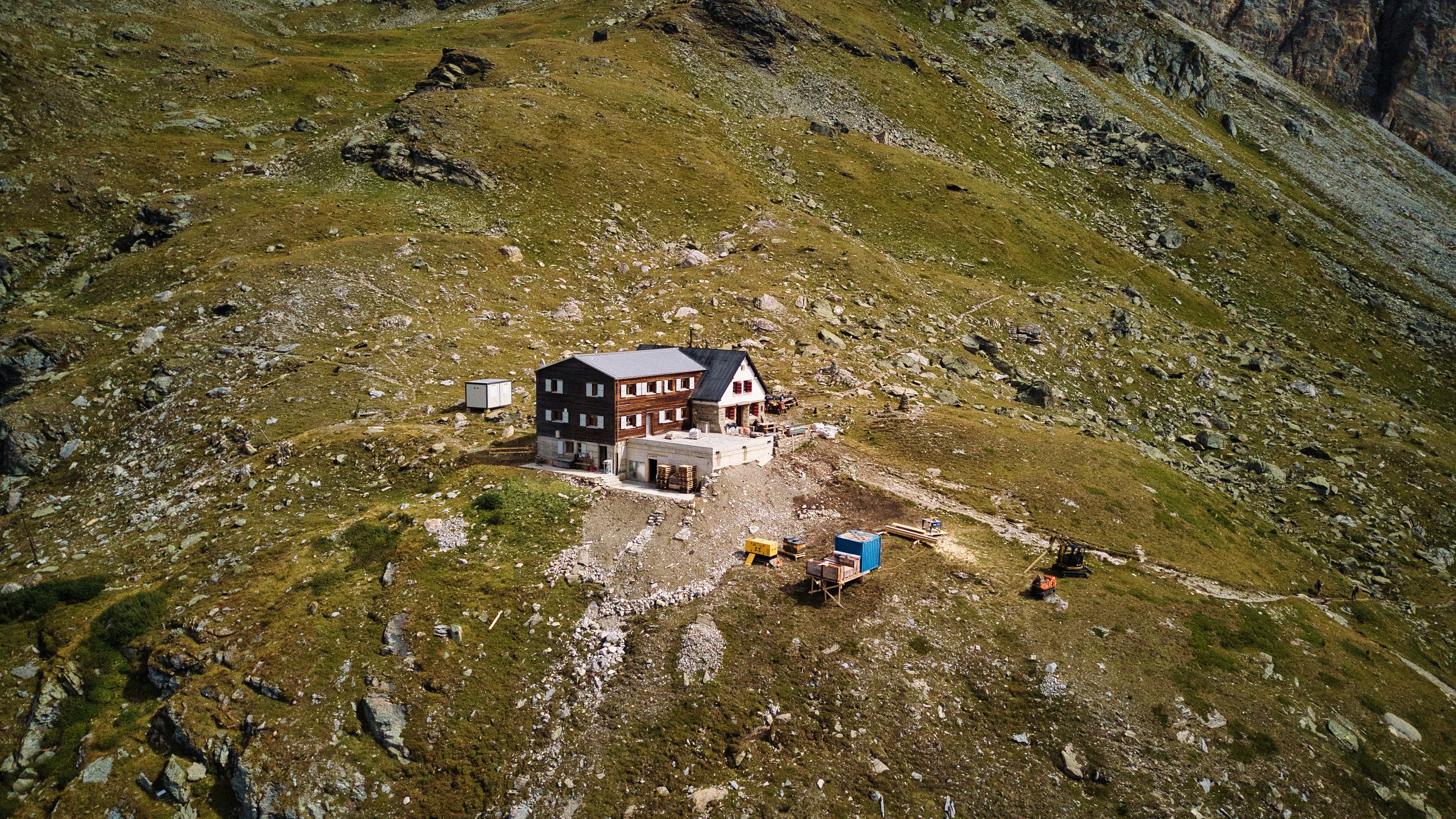
Turtmannhütte, 2024
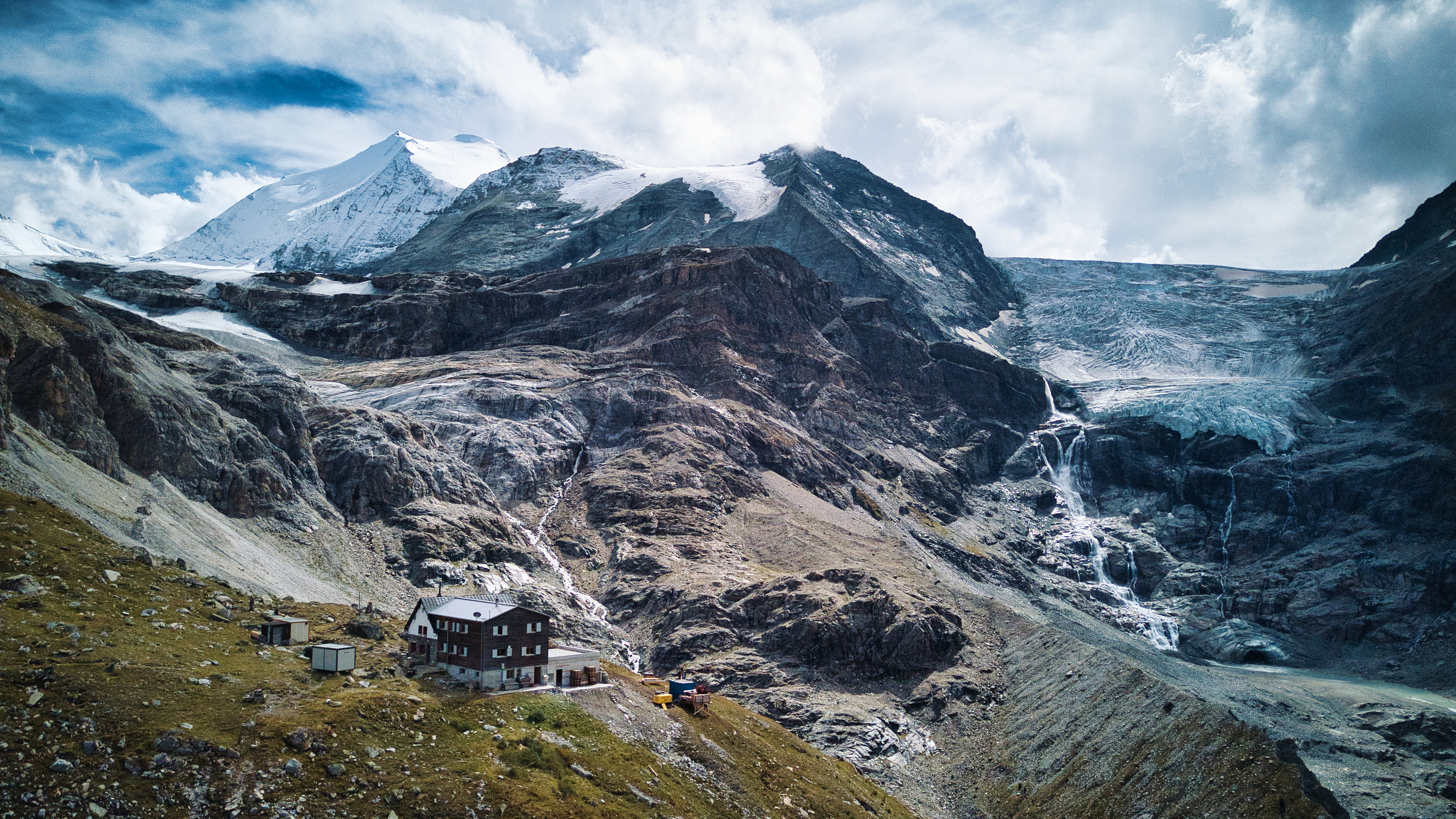
Turtmannhütte mit Gletscher, 2024
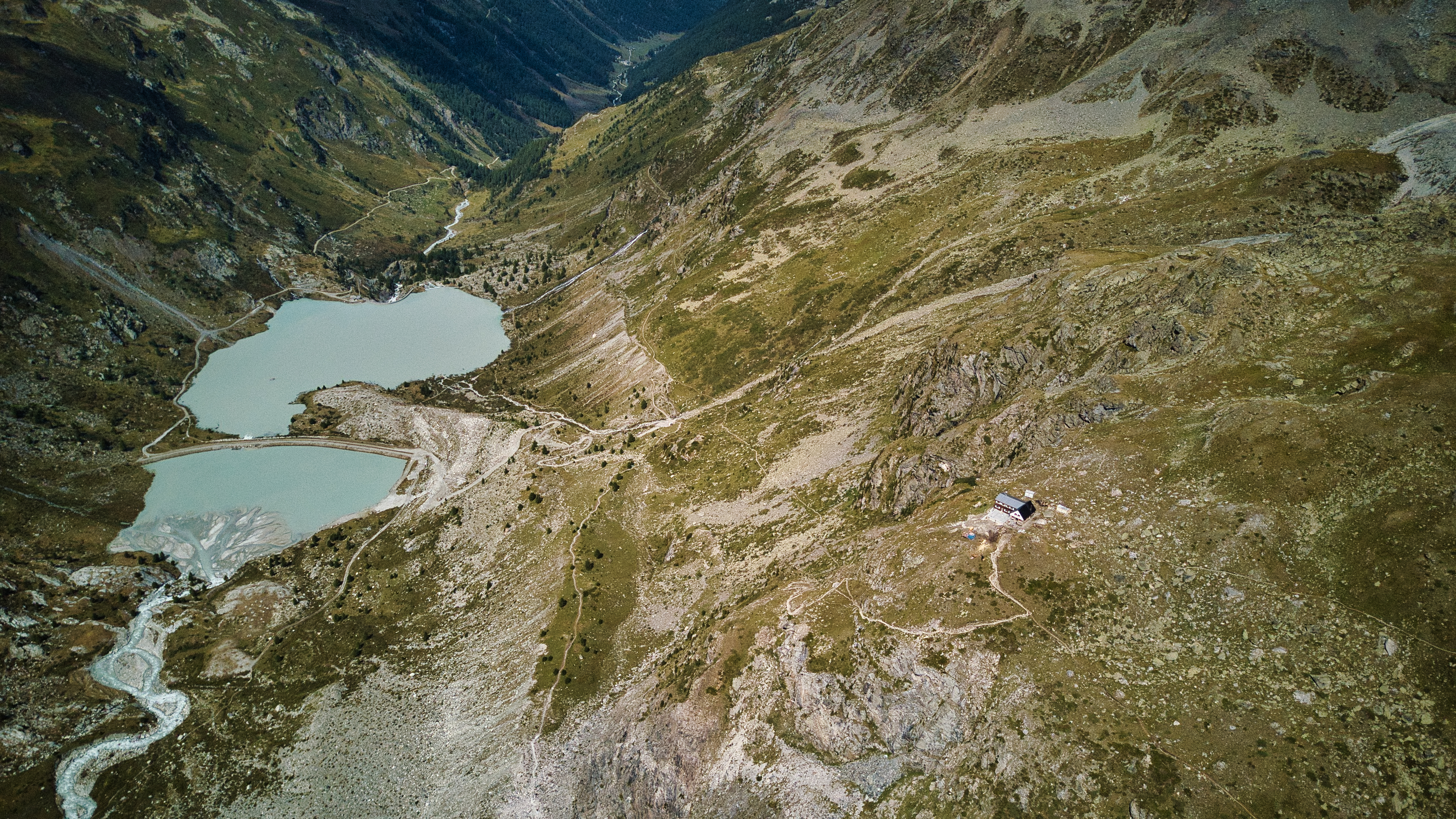
Turtmannhütte mit Seen, 2024
Panorama von der Turtmannhütte

## Nachweise
1. 1 2  Lage und Höhe bei «geo.admin.ch».
2. 1 2  Lage und Höhe bei «ortsnamen.ch».
3. ↑  SAC Clubhüttenalbum 1928/1931, ergänzt 1937/1946, Grafische Kunstanstalt Brunner & Cie. A.-G., Zürich